# Mellicta scandinavica
Mellicta scandinavica är en fjärilsart som beskrevs av Otto Staudinger 1892. Mellicta scandinavica ingår i släktet Mellicta och familjen praktfjärilar. Inga underarter finns listade i Catalogue of Life.